# ORP Czajka (1966)
ORP Czajka – polski trałowiec bazowy z okresu zimnej wojny, jeden z serii dwunastu okrętów projektu 206F, przebudowany w latach 1998–2000 na niszczyciel min projektu 206FM. Jednostka mierzyła 58,2 metra długości, 7,97 metra szerokości i miała zanurzenie 2,14 metra, a jej wyporność pełna wynosiła 470 ton. Uzbrojona była w trzy podwójne zestawy działek automatycznych 2M-3M kal. 25 mm i bomby głębinowe, a ponadto była przystosowana do przewozu i stawiania min morskich.
Okręt został zwodowany 17 grudnia 1966 roku w Stoczni im. Komuny Paryskiej w Gdyni, a do służby w Marynarce Wojennej przyjęto go 23 czerwca 1967 roku. Intensywnie eksploatowana jednostka, oznaczona znakiem burtowym 624, służyła początkowo w 13. Dywizjonie Trałowców 9. Flotylli Obrony Wybrzeża w Helu, a po jej likwidacji w 2006 roku została przyporządkowana do 8. Flotylli Obrony Wybrzeża. ORP „Czajka” czterokrotnie wchodziła w skład stałych zespołów obrony przeciwminowej NATO i uczestniczyła w wielu międzynarodowych manewrach oraz ćwiczeniach, likwidując niebezpieczne pozostałości po II wojnie światowej na wodach polskich i obcych. Intensywnie eksploatowany okręt został wycofany ze służby w grudniu 2021 roku.

## Projekt i budowa

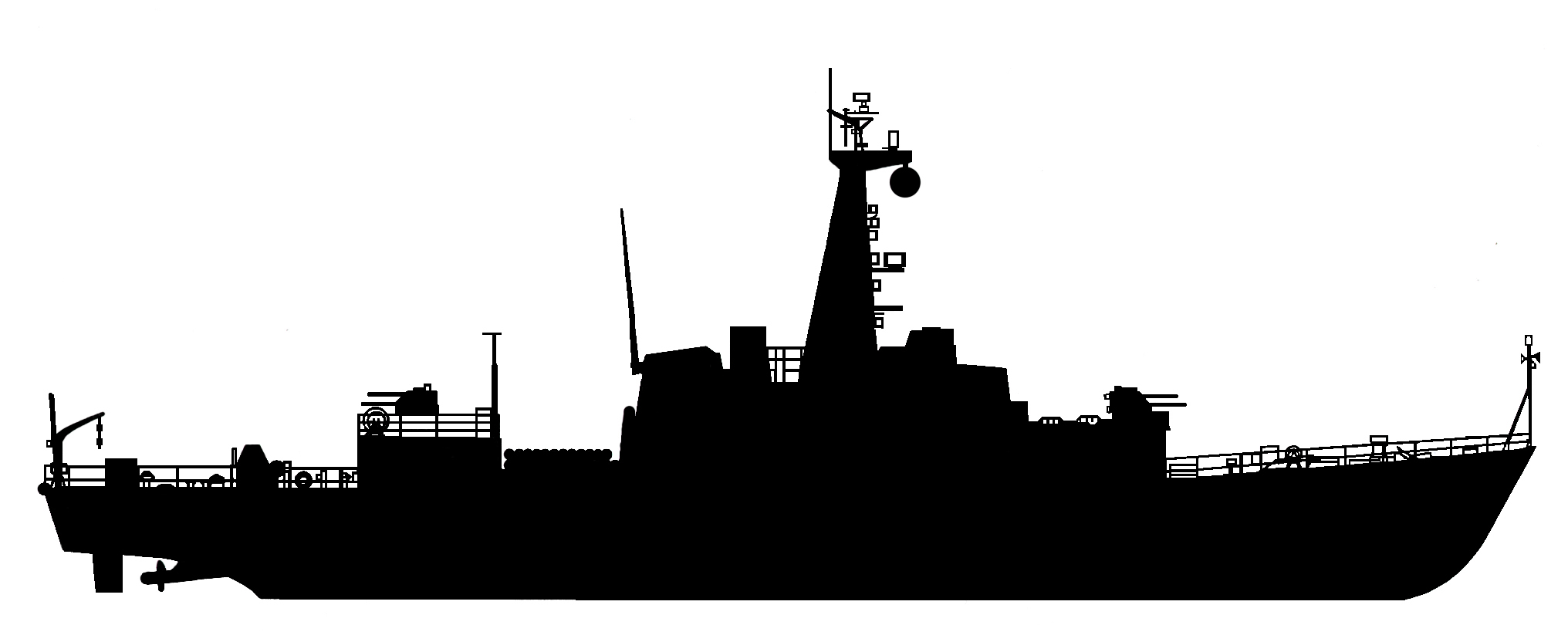
Sylwetka trałowca projektu 206F

Prace nad nowym typem trałowca rozpoczęły się w gdańskim Centralnym Biurze Konstrukcji Okrętowych nr 2 w 1958 roku, w celu zastąpienia służących od 1946 roku trałowców projektu 253Ł. Nowe okręty miały być więc początkowo trałowcami redowymi, zdolnymi do prowadzenia trałowań kontaktowych i niekontaktowych w rejonie baz morskich i stawiania niewielkich zagród minowych, o wyporności około 200 ton, prędkości 18 węzłów, zasięgu 3000 Mm, uzbrojeniu składającym się z dwóch dział kalibru 45 mm i czterech wkm kalibru 14,5 mm i standardowym dla końca lat 50. XX wieku wyposażeniu trałowym. Dowództwo Marynarki Wojennej opublikowało jednocześnie wymagania na nowy trałowiec bazowy o wyporności 570 ton, mimo trwania przygotowań do podjęcia licencyjnej produkcji radzieckich trałowców projektu 254. CKBO nr 2 pod kierownictwem inż. Henryka Andrzejewskiego przygotowało zarówno projekt trałowca redowego (pod oznaczeniem 206), jak też cztery projekty większego trałowca bazowego (projekty 250–253). Po wielu dyskusjach postanowiono zaprzestać prac nad trałowcami bazowymi projektów 250–253 na rzecz przekształcenia w trałowiec bazowy jednostki projektu 206. W 1959 roku CKBO nr 2 opracował zmodyfikowany projekt trałowca o wyporności 425 ton, którego napęd miały stanowić włoskie silniki wysokoprężne FIAT, wobec braku odpowiednich jednostek napędowych produkowanych w państwach socjalistycznych. Projekt (pod oznaczeniem B206F) został przyjęty do realizacji w grudniu 1959 roku przez Ministra Obrony Narodowej, lecz ostateczny projekt techniczny zatwierdzono w Dowództwie MW dopiero 19 lutego 1962 roku. Koszty dokumentacji wyniosły 1,7 mln zł, budowa prototypu (przyszłego „Orlika”) kosztowała 80 mln zł, a koszt seryjnego okrętu wyniósł 65,5 mln zł. Roczny limit eksploatacyjny jednostki określono na 700 godzin, a żywotność konstrukcji na 20 lat.
ORP „Czajka” zbudowana została w Stoczni im. Komuny Paryskiej w Gdyni (numer stoczniowy 206F/12). Nadzór wojskowy nad budową sprawował kmdr ppor. inż. Konstanty Cudny. Stocznia zastosowała metodę budowy kadłuba jednostki z sekcji, łączonych na pochylni (opracowaną wcześniej w celu masowej budowy trawlerów). Stępkę okrętu położono 12 września 1966 roku, a zwodowany został 17 grudnia 1966 roku. Trałowiec otrzymał tradycyjną dla polskich okrętów minowych nazwę pochodzącą od ptaka. Matką chrzestną jednostki była żona jednego z budowniczych trałowca, Kazimiera Prządak.

## Dane taktyczno-techniczne
Okręt był gładkopokładowym, pełnomorskim trałowcem, przystosowanym do pływania w warunkach częściowego oblodzenia. Długość całkowita wynosiła 58,2 metra, szerokość 7,97 metra, a zanurzenie 2,14 metra. Wysokość boczna miała wielkość 4 metry. Wykonany ze stali, całkowicie spawany kadłub jednostki został wzmocniony w celu zwiększenia odporności na podwodne wybuchy. Do 1998 roku podzielony był na siedem przedziałów wodoszczelnych: (od dziobu): I – forpik (magazyn bosmański, sprzętu okrętowego i żywnościowy, skrzynia łańcuchowa i winda kotwiczna), II – stacja radiolokacyjna oraz magazyn artyleryjski i elektryczny, III – pomieszczenia mieszkalne oraz pomieszczenie żyrokompasów i centrali artyleryjskiej, IV – siłownia pomocnicza, V – siłownia główna z centrum sterowania napędem, VI – rufowe pomieszczenie załogi i VII – magazyn sprzętu trałowego, maszyna sterowa i zrzutnie bomb głębinowych. W najniższym poziomie kadłuba mieściły się zbiorniki paliwa, wody słodkiej i użytkowej oraz wały napędowe. Na dolnym poziomie nadbudówki znajdowały się kabiny oficerów, mesa, kuchnia, sanitariaty i podręczne magazyny żywności. W górnej części mieściła się sterówka oraz kabiny: radiowa, nawigacyjna i sonaru oraz, na pokładzie sygnałowym, odkryte stanowisko dowodzenia (chronione brezentowym dachem) i lekki, trójpodporowy maszt z antenami urządzeń radiotechnicznych. Wyporność standardowa wynosiła 426 ton, a pełna 470 ton.
Okręt napędzany był początkowo przez dwa nienawrotne, turbodoładowane 12-cylindrowe czterosuwowe silniki wysokoprężne w układzie V Fiat 2312 SS o maksymalnej mocy 1324 kW (1800 KM) każdy (nominalna moc wynosiła 1400 KM przy 920 obr./min), poruszające poprzez przekładnie redukcyjne Lohman GUB dwiema śrubami nastawnymi Lips-Schelde. Maksymalna prędkość okrętu wynosiła 18,4 węzła (ekonomiczna – 17 węzłów). Okręt mógł zabrać 55,5 tony paliwa okrętowego , co zapewniało zasięg wynoszący 2000 Mm przy prędkości 17 węzłów. Na rufie zamontowano dwa podwieszane, zrównoważone stery, poruszane maszynką sterową MS25. Energię elektryczną zapewniały cztery brytyjskie generatory główne Ruston S324M o mocy 60 kVA każdy (składające się z prądnicy i silnika Leyland SW400 o mocy 72 KM przy 1500 obr./min), generator postojowy S322M o mocy 27 kVA oraz generator trału elektromagnetycznego M50. Autonomiczność okrętu wynosiła 12 dób. Konstrukcja jednostki zapewniała bezpieczeństwo pływania przy stanie morza 8 i wykonywania zadań trałowych do stanu morza 4, z prędkością od 0 do 12 węzłów.

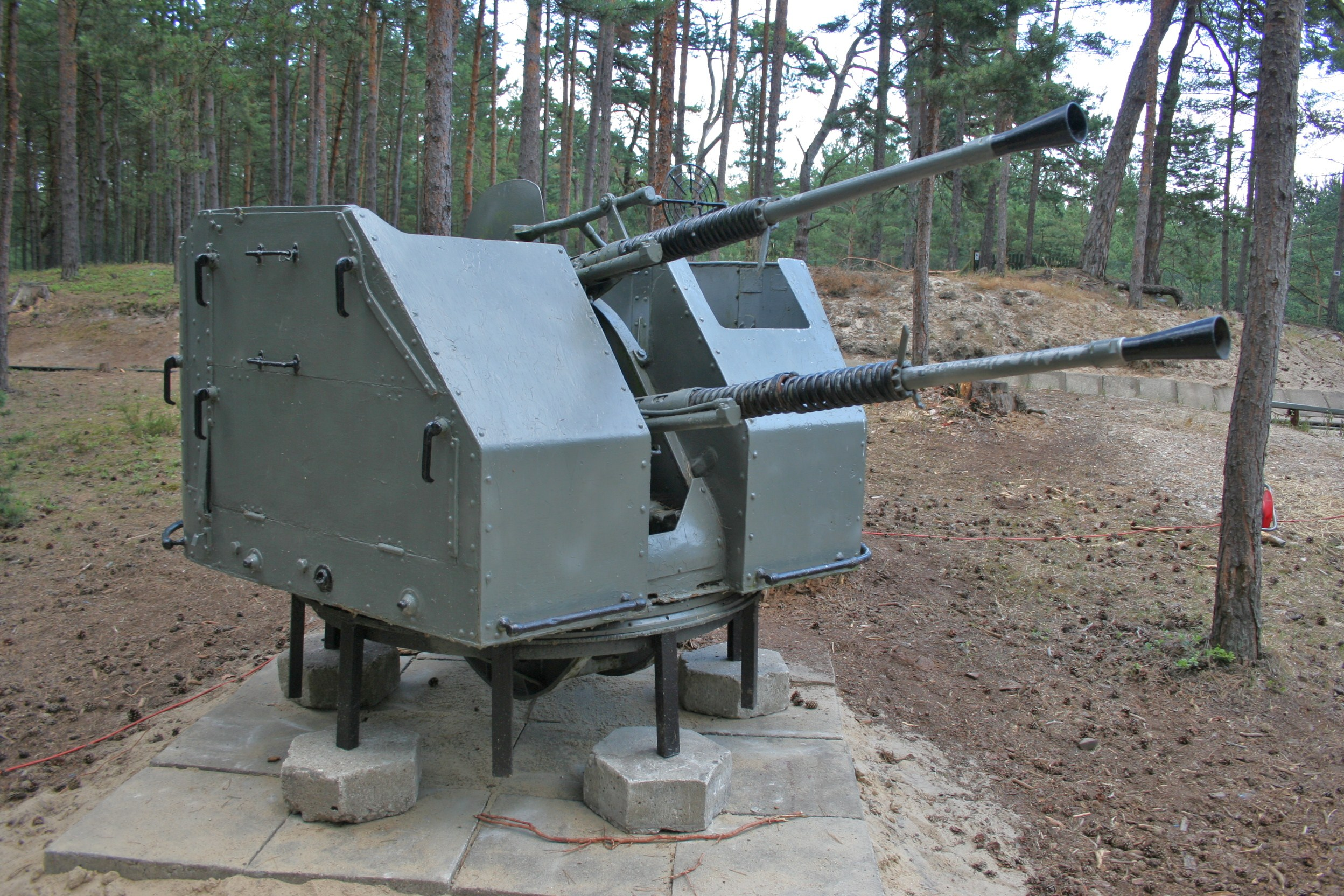
Zestaw artyleryjski 2M-3M kal. 25 mm

Uzbrojenie artyleryjskie jednostki stanowiły według oryginalnego projektu trzy podwójne zestawy automatycznych armat przeciwlotniczych 2M-3M kalibru 25 mm, z łącznym zapasem amunicji wynoszącym 6000 naboi, umieszczone przed nadbudówką na osi symetrii okrętu (jedno stanowisko) oraz na nadbudówce rufowej (dwa stanowiska obok siebie). Broń ZOP stanowiły dwie podpokładowe zrzutnie bomb głębinowych z łącznym zapasem 12 bomb B-1. Ponadto na okręcie zainstalowano dwa pokładowe tory minowe, na których mógł zamiennie przenosić: 10 min typu KB lub AMD-500, 16 wz. 08/39 lub 8 typu AMD-1000. Załoga uzbrojona była także w broń ręczną, którą stanowiły 22 kbk AK i 8 pistoletów, z łącznym zapasem 17 000 sztuk amunicji. Wyposażenie trałowe stanowiły: trał kontaktowy MT-2, elektromagnetyczny TEM-52M i akustyczny BAT-2. Wyposażenie radioelektroniczne obejmowało system rozpoznawczy „swój-obcy” typu Kremnij-2, radiostację UKF R-609, nadajnik KF R-644, odbiornik KF R-671, odbiornik pełnozakresowy R-624, radionamiernik ARP-50-1,2M, sonar Tamir-11M (MG-11M), radar obserwacji ogólnej Lin-M i system radionawigacji Rym-K. Jednostka wyposażona była też w zrzutnie dla 8 świec dymnych MDSz, żyrokompas Kurs-4, kompasy magnetyczne UKPM-1M i UKPM-3M, echosondę NEŁ-5, log MGŁ-25 i pracujący w podczerwieni system pływania zespołowego Chmiel.
Trałowiec został dostosowany do biernej obrony przeciwatomowej i przeciwchemicznej. W tym celu zbudowano trzy pomieszczenia z urządzeniami filtrowentylacyjnymi, a także zamontowano urządzenia dozymetryczne oraz rurociągi do zraszania i spłukiwania okrętu. Wyposażenie uzupełniały urządzenia demagnetyzacyjne.
Załoga okrętu składała się z 49 osób – 5 oficerów, 16 podoficerów i 28 marynarzy .

## Służba

### Służba jako trałowiec (1967–1998)

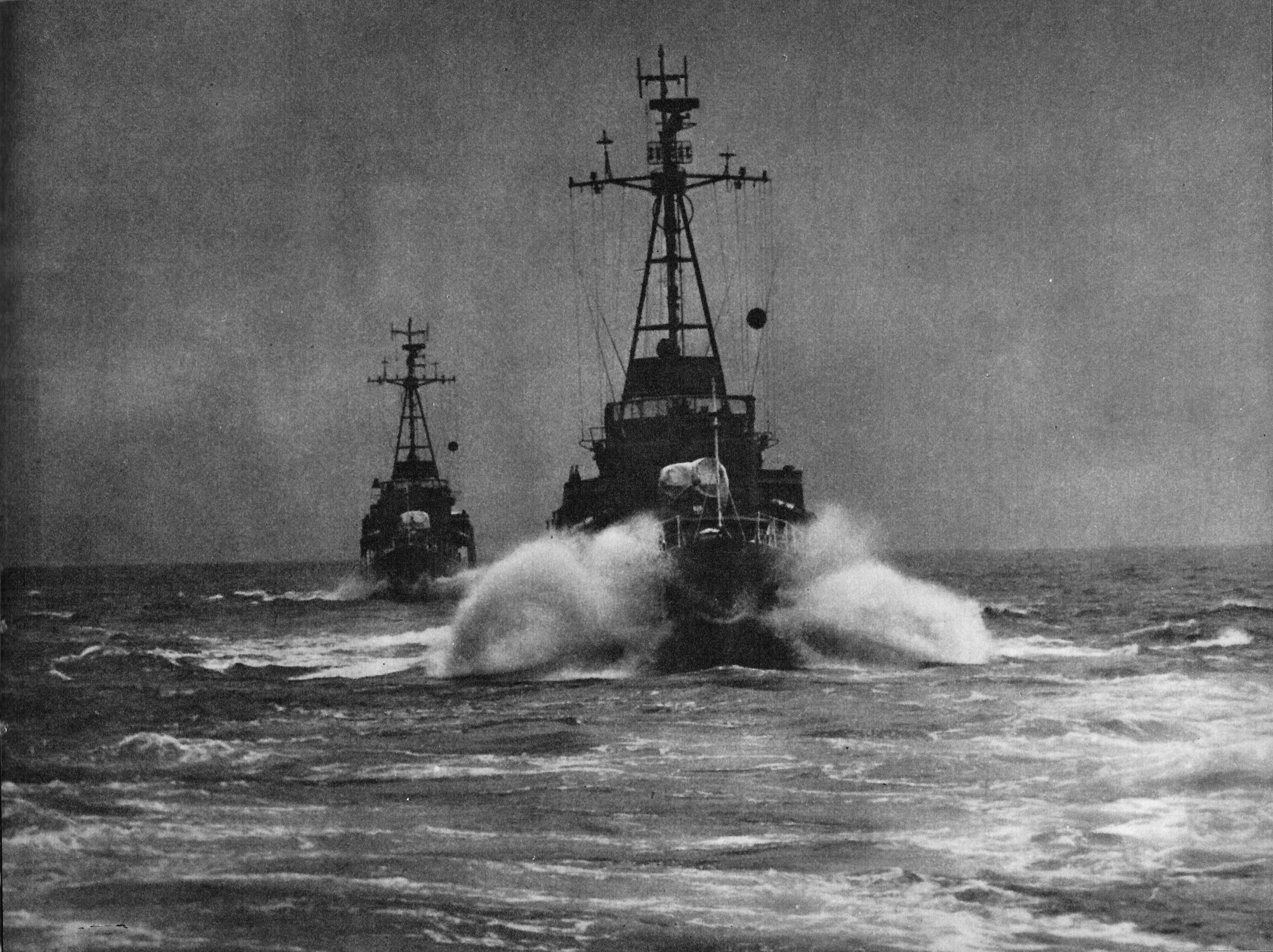
Trałowce proj. 206F w morzu

23 czerwca 1967 roku ORP „Czajka” została wcielona do służby w Marynarce Wojennej, na mocy rozkazu dowódcy MW nr 033/org. z 17 czerwca tego roku. Jednostka ze znakiem burtowym 624 weszła w skład 13. Dywizjonu Trałowców 9. Flotylli Obrony Wybrzeża, stacjonując na Helu. Zadaniem okrętu było poszukiwanie pól minowych i ich niszczenie, trałowanie rozpoznawcze i kontrolne, wytyczanie torów pływania i prowadzenie za trałami okrętów lub ich zespołów. Jednostka wraz z bliźniaczymi trałowcami brała udział w niemal wszystkich ważniejszych ćwiczeniach polskich okrętów oraz manewrach flot Układu Warszawskiego, uczestnicząc też często w unieszkodliwianiu niewybuchów pochodzących z okresu II wojny światowej.
Na początku lat 70. ORP „Czajka” należała do IV grupy 13. Dywizjonu Trałowców (wraz z „Rybitwą” i „Mewą”). W latach 1970–1974 okręt uczestniczył w poszukiwaniu min na obszarze przeznaczonym pod budowę Portu Północnego w Gdańsku. W czerwcu 1975 roku, w związku z wprowadzeniem przez MW zmiennego systemu numeracji okrętów, jednostce zmieniono numer burtowy na 654. W tym miesiącu trałowiec wziął udział w ćwiczeniach Marynarki Wojennej o kryptonimie Posejdon-75. W połowie 1976 roku dokonano kolejnej zmiany oznaczenia jednostki, która otrzymała numer 679. Do pierwotnego oznaczenia (624) okręt powrócił w połowie 1978 roku. 24 listopada 1978 roku „Czajka” zdobyła tytuł najlepszego okrętu Marynarki Wojennej w swojej klasie. W drugiej połowie lat 70. na jednostce testowano kilkakrotnie prototypy zestawu artyleryjskiego ZU-23-2M Wróbel, po czym na początku lat 80. trałowiec wyposażono w ten typ broni (z powodu wysokiej zawodności zostały one jednak wkrótce zdemontowane i zastąpione przez stare zestawy 2M-3M). W 1985 roku okręt wziął udział w ćwiczeniach o kryptonimach Reda-85 i Barakuda-85. W 1987 roku „Czajka” uczestniczyła w operacji oczyszczania z min wód nieopodal Świnoujścia.
Od 6 do 18 czerwca 1995 roku jednostka (wraz z bliźniaczymi trałowcami OORP „Tukan”, „Flaming” i „Mewa”, okrętem podwodnym „Wilk” i okrętami rakietowymi „Hutnik” i „Metalowiec”) uczestniczyła w międzynarodowych ćwiczeniach sił morskich NATO Baltops ’95. W dniach 2–14 października 1995 roku okręt wziął udział w zorganizowanych przez marynarkę belgijską ćwiczeniach sił obrony przeciwminowej Sandy Coast (razem z trałowcami „Mewa” i „Rybitwa” oraz zbiornikowcem „Bałtyk”). Od 14 do 16 września 1996 roku ORP „Czajka” wraz z niszczycielami min: belgijskimi „Lobelia” i „Primula” oraz holenderskim „Zierikzee” oraz polskimi trałowcami „Flaming”, „Mewa” i „Śniardwy” uczestniczył w poszukiwaniu i niszczeniu min na torach wodnych w Zatoce Gdańskiej.
Podczas długoletniej służby modernizacji poddano wyposażenie radioelektroniczne okrętu: radar Lin-M został zastąpiony nowszym TRN-823, system „swój-obcy” Kremnij-2 wymieniono na Nichrom-RR, dodano też drugą stację radiolokacyjną SRN-206. Usunięto również przestarzały system radionawigacji Rym-K, zastępując go nowocześniejszym Bras (z odbiornikiem Hals); zamontowano też odbiorniki brytyjskiego systemu radionawigacyjnego Decca – Pirs-1M. W pierwszej połowie lat 80. wzmocniono uzbrojenie przeciwlotnicze trałowca, instalując na wysokości komina po obu burtach dwie poczwórne wyrzutnie Fasta-4M rakiet przeciwlotniczych Strzała-2M (z łącznym zapasem 16 pocisków). Zmiany objęły również wyposażenie trałowe: trał kontaktowy MT-2 zmodernizowano do wariantu MT-2W (z przecinakami wybuchowymi), zainstalowano też nowy polski trał elektromagnetyczny TEM-PE-2 i głębokowodny, szybkobieżny trał akustyczny BGAT.

### Przebudowa na niszczyciel min

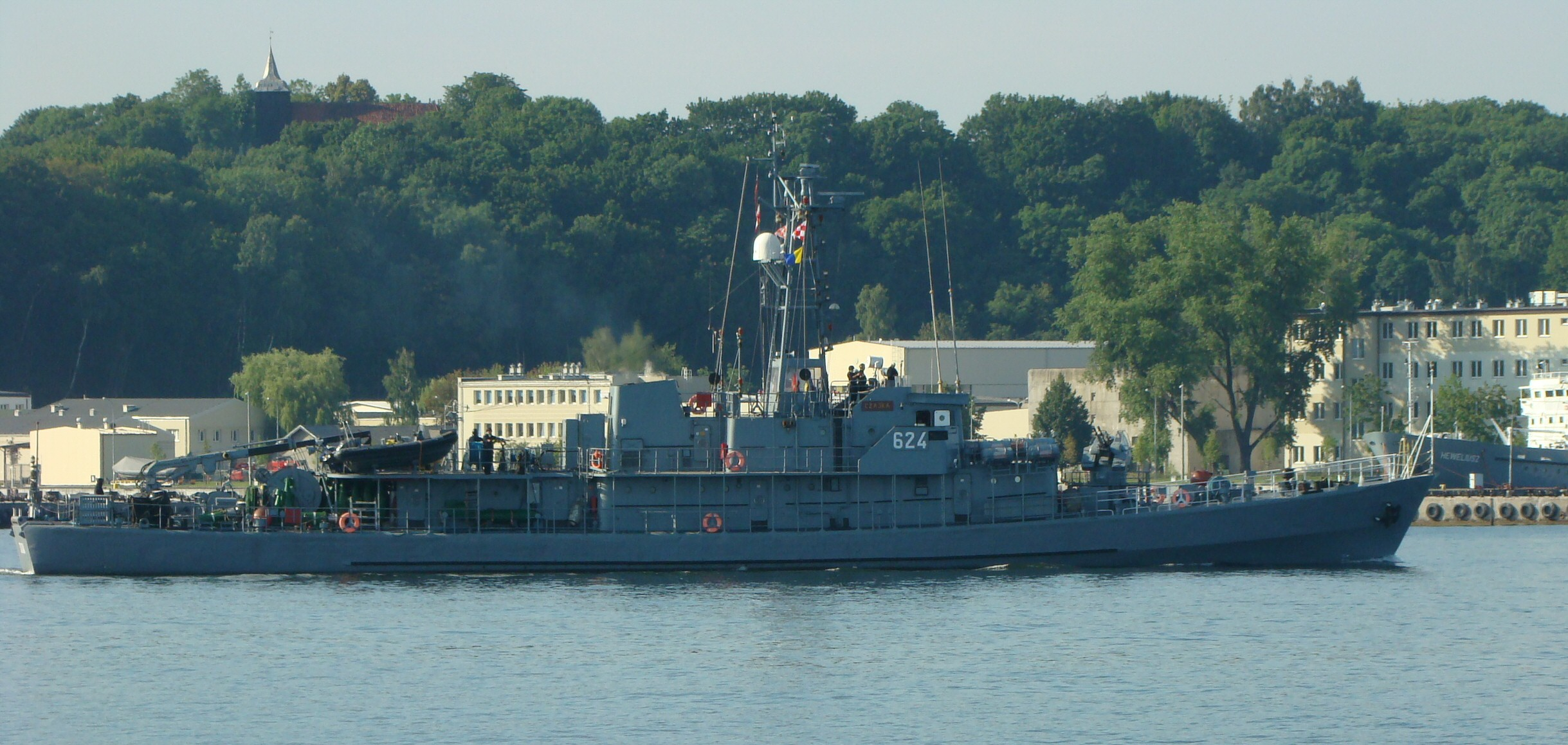
„Czajka” po przebudowie, 2017 rok

Pod koniec 1998 roku „Czajka” została wycofana ze służby i poddana konwersji na niszczyciel min projektu 206FM, która trwała do 2000 roku. Projekt modernizacji opracowano w Stoczni Marynarki Wojennej w Gdyni i tam też przeprowadzono prace. Przebudowie uległa większość pomieszczeń i struktura wewnętrzna kadłuba, podzielonego od tej pory na 10 przedziałów wodoszczelnych. Wymieniono część poszycia, a okręt zyskał całkowicie nową, większą nadbudówkę, komin i trójnożny maszt. W nadbudówce znalazły miejsce m.in. główne stanowisko dowodzenia, a także dwuprzedziałowa komora dekompresyjna szczecińskiej firmy Aquaticus, przeznaczona dla nowych członków załogi – płetwonurków. Zamiast trzech stanowisk działek kal. 25 mm zamontowano jeden zestaw rakietowo-artyleryjski ZU-23-2MR Wróbel II z dwoma działkami kal. 23 mm, pozostawiono dwie poczwórne wyrzutnie rakiet Strzała-2M, natomiast pozbawiono okręt zrzutni bomb głębinowych. Tory minowe okrętu zostały przystosowane do zabierania zamiennie: 12 min typu OS, 12 min typu MMD-1, 12 min typu MMD-2 lub 6 min typu OD. Zmodernizowano też wyposażenie przeciwminowe, które prócz trału kontaktowego MT-2W (z przecinakami wybuchowymi Boforsa) stanowiły: trał elektromagnetyczny TEM-PE-2MA i trał akustyczny MTA-2, a także dwa pojazdy podwodne systemu Ukwiał (zaprojektowane i zbudowane na Politechnice Gdańskiej). Zmianom uległo też wyposażenie radioelektroniczne, które składało się od tej pory z systemu wspomagania dowodzenia Pstrokosz, radaru nawigacyjnego Decca Bridge Master, stacji hydrolokacyjnej SHL-100MA, holowanej stacji hydrolokacyjnej SHL-200 Flaming B, systemu dokładnej nawigacji Jemiołuszka i systemu rozpoznawczego „swój-obcy” Supraśl. Na okręcie znalazły się także: zestaw cyfrowych map ECDIS firmy FIN Skog, radiostacje HF i UHF firmy Rohde & Schwarz, żyrokompas światłowodowy firmy C.Plath, log dopplerowski firmy STN Atlas i rozgłośnia ogólnookrętowa MORS. Zamontowano także zestaw sześciu wyrzutni celów pozornych WNP81/9 Jastrząb, a zużyte jednostki napędowe FIATA zamieniono na sześciocylindrowe silniki wysokoprężne Cegielski-Sulzer 6AL25/30 o maksymalnej mocy 1700 KM każdy (nominalnie 1100 KM przy 750 obr./min). Wymieniono również na nowe zespoły prądotwórcze. Ważną z punktu widzenia ochrony środowiska modyfikacją było zamontowanie nowej oczyszczalni ścieków oraz zbiorników oleju odzyskanego i wód zaolejonych, a także odsalacza wody morskiej. Zainstalowanie nowego wyposażenia spowodowało wzrost wyporności pełnej do 507 ton i zwiększenie liczebności załogi do 54 osób. Koszt modernizacji okrętu wyniósł ok. 38 mln zł.

### Służba jako niszczyciel min (2000–2021)
26 maja 2000 roku w Porcie Wojennym na Helu nastąpiło ponowne wcielenie okrętu do służby. W lipcu tego roku zmodernizowana „Czajka” została zaprezentowana na światowej wystawie Expo 2000 w Hanowerze. W dniach 6–7 lipca 2000 roku okręt wziął udział w polsko-niemieckich ćwiczeniach sił obrony przeciwminowej w Zatoce Kilońskiej (razem z trałowcami „Wigry”, „Gopło”, kutrem ratowniczym „Gniewko” oraz zbiornikowcem Z-8) .
Od 21 kwietnia do 12 maja 2001 roku „Czajka” wraz z „Mewą”, wchodzącą w skład Stałego Zespołu Obrony Przeciwminowej MCMForNorth (Mine Counter Measure Forces North), wzięły udział w zorganizowanych w Cieśninach Duńskich ćwiczeniach Blue Game 2001. W dniach 21–25 maja jednostka wzięła udział w manewrach sił przeciwminowych Squadex, w których prócz okrętów polskich (OORP „Mewa”, „Gopło” i „Wdzydze”) uczestniczyły także: niemiecki trałowiec „Laboe”, estońskie „Wambola” i „Admiral Pitka” oraz łotewski „Viesturs” . Od 4 do 19 września OORP „Czajka” i „Śniardwy” wzięły udział w przeprowadzonych na wodach Zatoki Fińskiej międzynarodowych ćwiczeniach Open Spirit 2001, podczas których poszukiwano min oraz innych niebezpiecznych dla żeglugi obiektów na podejściach do portu w Tallinnie, a w dniach 24–30 października okręt wraz z bliźniaczym „Flamingiem” uczestniczył w międzynarodowych ćwiczeniach Passex . W roku 2001 jednostka pod dowództwem kpt. mar. Aleksandra Gierkowskiego uzyskała miano najlepszego okrętu 9. FOW i najlepszego okrętu Marynarki Wojennej w grupie okrętów bojowych o wyporności pow. 400 ton. W październiku i listopadzie zespół sił przeciwminowych MW (OORP „Czajka”, „Flaming”, „Mielno”, „Resko”, „Drużno”, „Wigry” i „Śniardwy”) wziął udział w oczyszczaniu z niebezpiecznych elementów poligonu morskiego między Ustką a Wickiem Morskim przed planowanymi na przyszły rok manewrami sił morskich NATO pod kryptonimem Strong Resolve 2002 .
W dniach 1–15 marca 2002 roku w Polsce i Norwegii odbyły się manewry sił morskich NATO pod kryptonimem Strong Resolve 2002, w których wzięło udział ponad 100 okrętów. W ćwiczeniach przeprowadzonych na Morzu Norweskim, Północnym i Bałtyku uczestniczyło 14 polskich okrętów: OORP „Czajka”, „Orzeł”, „Lech”, „Gniezno”, „Poznań”, „Orkan”, „Metalowiec”, „Rolnik”, „Flaming”, „Mewa”, „Semko”, „Kaszub”, „Zawzięty” i „Zwinny” . Od 22 kwietnia do 10 maja „Czajka” pod dowództwem kpt. mar. Krzysztofa Rybaka wraz z „Flamingiem” wzięły udział w zorganizowanych w Cieśninach Duńskich ćwiczeniach Blue Game 2002. Między 18 a 26 października OORP „Czajka” i „Mewa” wzięły udział w przeprowadzonych na wodach Zatoki Ryskiej międzynarodowych ćwiczeniach sił obrony przeciwminowej Open Spirit 2002 (m.in. załoga „Czajki” zniszczyła dwie niemieckie miny o masie 480 kg każda), a w dniach 25–30 listopada okręty te wraz z bliźniaczym „Flamingiem” uczestniczyły na polskich wodach w międzynarodowych ćwiczeniach Passex .
13 lutego 2003 roku załoga niszczyciela min wydobyła z dna Zatoki Gdańskiej w pobliżu Gdyni niemiecką torpedę G7e, która została zdetonowana na poligonie morskim . 23 kwietnia „Czajka” weszła w skład Stałego Zespołu Obrony Przeciwminowej NATO MCMForNorth, jako drugi polski okręt (pierwszym była „Mewa”), kończąc misję 10 lipca. Od 28 kwietnia do 16 maja jednostka wraz z „Mewą” i okrętem transportowo-minowym „Poznań” uczestniczyła w zorganizowanych w Cieśninach Duńskich i południowym Bałtyku ćwiczeniach Blue Game 2003 . ORP „Czajka” reprezentował polską marynarkę także w kolejnej edycji tych międzynarodowych ćwiczeń w dniach 27 kwietnia – 13 maja 2004 roku . Od 14 sierpnia do 13 października 2004 roku okręt ponownie pełnił dyżur w MCMForNorth, uczestnicząc w tym czasie u wybrzeży Litwy w operacji przeciwminowej Open Spirit 2004 i międzynarodowych ćwiczeniach Passex.
22 marca 2005 roku jednostka wzięła udział w wydobyciu z dna Zatoki Gdańskiej na wysokości Osady Rybackiej torpedy kal. 533 mm . W maju ORP „Czajka” był okrętem flagowym ćwiczeń przeciwminowych MCM Sqnex, przeprowadzonych na Bałtyku z udziałem 14 okrętów z siedmiu państw NATO (polską marynarkę reprezentowały ponadto OORP „Flaming”, „Gopło” i „Śniardwy”) .

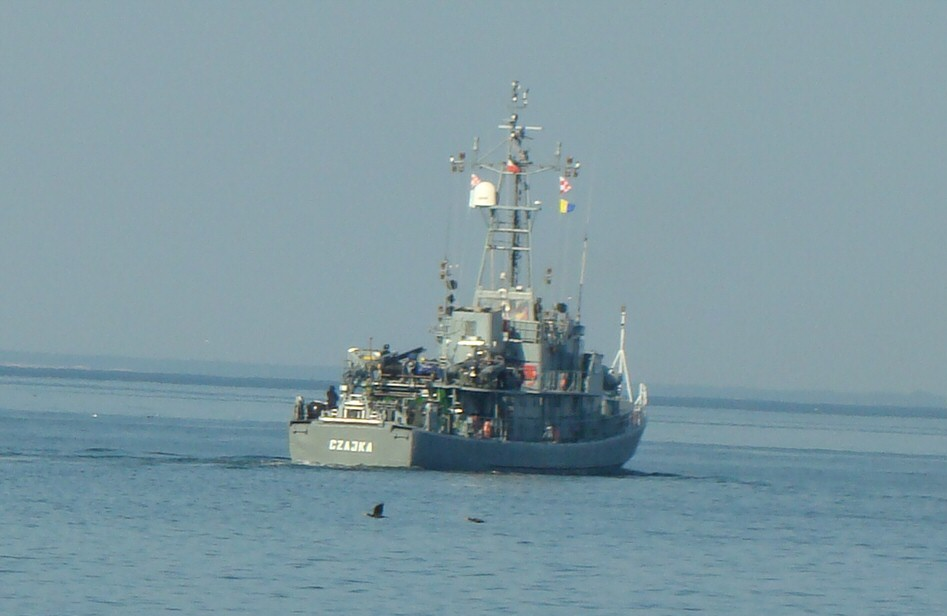
„Czajka” w 2017 roku

Na przełomie 2005 i 2006 roku na jednostce zdemontowano wyrzutnie celów pozornych Jastrząb. W czerwcu 2006 roku w związku z likwidacją 9. Flotylli Obrony Wybrzeża „Czajka” wraz z całym 13. Dywizjonem Trałowców została przeniesiona do Gdyni, wchodząc od tej pory w skład 8. Flotylli Obrony Wybrzeża. W dniach 4–12 września 2006 roku jednostka wraz z bliźniaczym „Flamingiem” wzięła udział w przeprowadzonych na wodach Zatoki Fińskiej międzynarodowych ćwiczeniach Open Spirit 2006 .
W 2007 roku na okręcie zainstalowano system automatycznej identyfikacji statków AIS. 2 maja załoga „Czajki” zniszczyła wydobytą poprzedniego dnia przez ORP „Zbyszko” i zespół nurków z dna Nowego Portu w Gdańsku niemiecką minę o masie ładunku wybuchowego około 750 kg . Od 14 do 24 maja okręt uczestniczył w dużych ćwiczeniach sił morskich NATO pod kryptonimem Noble Mariner '07, które odbyły się na wodach Bałtyku, Cieśnin Duńskich i Morza Północnego (polski kontyngent morski prócz „Czajki” stanowiły: fregata rakietowa „Gen. T. Kościuszko”, okręt podwodny „Kondor”, okręt ratowniczy „Piast”, trałowce „Necko”, „Drużno” i „Resko”, kuter ratowniczy „Zbyszko” i holownik H-8) . 30 lipca 2007 roku okręt (pod dowództwem kpt. mar. Jarosława Tuszkowskiego) rozpoczął 2,5-miesięczną misję w Stałym Zespole Sił Obrony Przeciwminowej NATO (SNMCMG1), którą zakończył 16 października. Między 31 sierpnia a 10 września OORP „Czajka” i „Mewa” wzięły udział w przeprowadzonych na wodach państw bałtyckich międzynarodowych ćwiczeniach sił obrony przeciwminowej Open Spirit 2007 .
Od 4 do 14 maja 2008 roku „Czajka” uczestniczyła w międzynarodowej operacji MCOPLIT (Mine Clearance Operation Lihuania) – niszczeniu niewybuchów zalegających u wybrzeży Litwy . W dniach 19–23 maja 2008 roku w Zatoce Gdańskiej OORP „Czajka” „Flaming”, i „Gopło” wzięły udział w ćwiczeniach Passex . Między 1 a 12 września okręt wziął udział w przeprowadzonych na wodach Zatoki Ryskiej międzynarodowych ćwiczeniach sił obrony przeciwminowej Open Spirit 2008, niszcząc pięć min (trzy kotwiczne oraz dwie denne) oraz torpedę . W drugiej połowie września jednostka wzięła udział w największych corocznych ćwiczeniach Sił Zbrojnych RP Anakonda 2008 .
W 2009 roku jednostka przeszła trwający ponad rok remont kapitalny. W lipcu 2010 roku okręt wziął udział w przeprowadzonych na wodach duńskich ćwiczeniach SNMCMG1 pod kryptonimem Danex. 27 września 2010 roku 13. Dywizjon Trałowców wraz z „Czajką” został podporządkowany dowódcy 3. Flotylli Okrętów.
Od 23 do 27 maja 2011 roku „Czajka” uczestniczyła w morskiej części ćwiczeń Sił Zbrojnych RP Rekin 2011 (wraz z OORP „Kondor”, „Gen. T. Kościuszko”, „Orkan”, „Piorun”, „Sarbsko”, „Nakło”, „Drużno”, „Śniardwy”, „Mewa”, „Lublin”, „Poznań”, „Toruń”, „Piast”, „Zbyszko”, „Bałtyk”, „Hydrograf” i „Arctowski”) . 24 listopada załoga jednostki wydobyła z dna Zatoki Gdańskiej na wysokości Gdyni dwie torpedy, które zostały zdetonowane na poligonie morskim .
Od 11 do 25 maja 2012 roku okręt uczestniczył u wybrzeży Estonii w kolejnej edycji ćwiczeń Open Spirit, niszcząc dwie rosyjskie miny . We wrześniu OORP „Czajka”, „Mewa”, „Sokół”, „Gopło”, „Śniardwy”, „Lech”, „Maćko”, „Hydrograf”, „Arctowski”, H-7, H-8, „Poznań”, „Toruń”, „Gardno”, „Bukowo”, „Jamno”, „Mielno” i „Nakło” wzięły udział w największych corocznych ćwiczeniach Sił Zbrojnych RP pod kryptonimem Anakonda 12 .
Od 17 stycznia do 5 maja 2013 roku okręt po raz czwarty operował na wodach Bałtyku, Morza Północnego i Morza Irlandzkiego w składzie Stałego Zespołu Sił Obrony Przeciwminowej NATO (SNMCMG1), biorąc udział m.in. w ćwiczeniach Beneficial Cooperation na Morzu Północnym i w ćwiczeniach Joint Warrior u wybrzeży Szkocji . 30 czerwca „Czajka” uczestniczyła w paradzie morskiej w Gdyni, zorganizowanej dla uczczenia obchodów 95-lecia Marynarki Wojennej. W dniach 6–19 września okręt uczestniczył u wybrzeży Szwecji w ćwiczeniach Northern Coast, a od 28 października do 8 listopada w ćwiczeniach Steadfast Jazz . 1 listopada ORP „Czajka” wraz z całym 13. Dywizjonem została ponownie podporządkowana 8. Flotylli Obrony Wybrzeża.
Od 2014 roku „Czajka” przechodziła długotrwały remont w Gdańskiej Stoczni „Remontowa” i Stoczni Marynarki Wojennej w Gdyni, zakończony dopiero 3 marca 2016 roku. W czerwcu 2016 roku jednostka wraz z 11 okrętami wzięła udział w komponencie morskim najważniejszych ćwiczeń Sił Zbrojnych RP Anakonda 2016.
17 czerwca 2017 roku okręt obchodził jubileusz 50-lecia służby w Marynarce Wojennej. W sierpniu „Czajka” uczestniczyła w przeprowadzonych u wybrzeży państw bałtyckich operacji Open Spirit 2017. Od 11 do 13 października 2018 roku okręt uczestniczył w neutralizacji trzech niemieckich min typu GC, zlokalizowanych w pobliżu wejścia do portu w Gdyni. Pod koniec października jednostka uczestniczyła na wodach fińskich w ćwiczeniach Northern Coast 2018.
W dniach 2–17 maja 2019 roku „Czajka” pod dowództwem kpt. mar. Piotra Goryckiego wzięła udział w przeprowadzonych u wybrzeży Łotwy międzynarodowych ćwiczeniach Open Spirit 2019. Dowodzony przez kpt. mar. Kacpra Sterne okręt uczestniczył również w 26. edycji tych ćwiczeń, przeprowadzonych w dniach 19–29 kwietnia 2021 roku na wodach Zatok Fińskiej i Narewskiej; załoga jednostki zlokalizowała 20 min kotwicznych, niszcząc sześć radzieckich min niekontaktowych typu M-26. W sierpniu „Czajka” wzięła udział w przeprowadzonych u wybrzeży Szwecji ćwiczeniach OCEAN (Open Cooperation for European mAritime awareNess) 2020 .
Rozkazem Dowódcy Generalnego Rodzajów Sił Zbrojnych numer 527 z dnia 2 grudnia, 8 grudnia 2021 roku, po ponad 54 latach służby w Marynarce Wojennej, w Porcie Wojennym w Gdyni na jednostce po raz ostatni opuszczono banderę  .

## Dowódcy okrętu
Zestawienie zostało opracowane na podstawie Błaszczak 2017 ↓  i 13 dywizjon 2020 ↓, s. 56:
- 17.06.1967 – 11.12.1969 – kpt. mar. Leopold Balas
- 12.12.1968 – 06.04.1971 – por. mar. Roman Mańko
- 07.04.1971 – 28.08.1975 – por. mar. Waldemar Warszewski
- 29.08.1975 – 04.11.1975 – por. mar. Czesław Mikołajew
- 04.11.1975 – 08.09.1977 – por. mar. Mieczysław Waryszczak
- 08.09.1977 – 01.12.1979 – por. mar. Andrzej Ślosarczyk
- 01.12.1979 – 06.04.1981 – por. mar. Jan Kanturski
- 06.04.1981 – 01.03.1982 – por. mar. Jerzy Karpiński
- 01.03.1982 – 11.08.1984 – por. mar. Mirosław Oniszczuk
- 11.08.1984 – 23.12.1985 – por. mar. Grzegorz Skowroński
- 23.12.1985 – 12.02.1988 – por. mar. Włodzimierz Pacek
- 12.02.1988 – 02.01.1991 – por. mar. Józef Kaczmarski
- 02.01.1991 – 16.09.1991 – por. mar. Bogdan Kasprowicz
- 14.07.1992 – 21.01.1994 – kpt. mar. Janusz Mrugała
- 21.01.1994 – 27.10.1998 – por. mar. Wiesław Puchalski
- 27.10.1998 – 01.01.2002 – kpt. mar. Aleksander Gierkowski
- 01.01.2002 – 20.08.2003 – kpt. mar. Krzysztof Rybak
- 20.08.2003 – 01.07.2004 – kpt. mar. Piotr Sikora
- 01.07.2004 – 01.02.2010 – kpt. mar. Jarosław Tuszkowski
- 01.02.2010 – 30.06.2015 – kpt. mar. Piotr Pasztelan
- 01.07.2015 – 18.07.2016 – kpt. mar. Tomasz Zuber
- 01.08.2016 – 19.09.2019 – kpt. mar. Piotr Gorycki
- od 19.09.2019 – ? kpt. mar. Kacper Sterne
- ? – 08.12.2021 – kpt. mar. Wojciech Zaleski[87]